# 皮埃尔·布勒
皮埃尔·布勒（法語：Pierre-François-Marie-Louis Boulle，1912年2月20日—1994年1月30日），法国小说家。布勒的作品多为科幻题材，他以其改编为电影的《桂河大桥》（1952年）和《人猿星球》（1963年）两部作品而知名。

## 作品列表
- 桂河大桥（英语：The Bridge over the River Kwai）
- 人猿星球
- 月球人
- E＝MC²或一个思想的故事
- 升华